# Who's Who in the Zoo

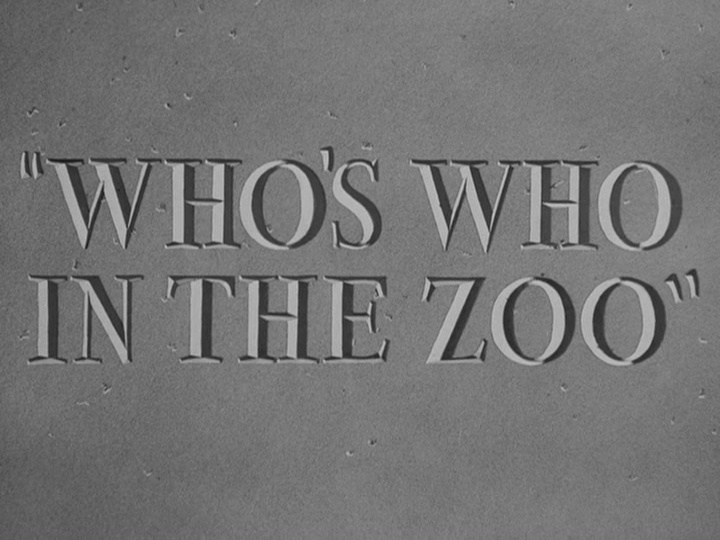
Carton-titre de Who's Who in the Zoo.

Who's Who in the Zoo est un cartoon réalisé par Norman McCabe, sorti en 1942.
Il met en scène Porky Pig.